# Borup, Minnesota
Borup, Minnesota (енгл. Borup) град је у америчкој савезној држави Минесота.

## Демографија
По попису из 2010. године број становника је 110, што је 19 (20,9%) становника више него 2000. године.
| Група             | 2000.      | 2010.       |
| Белци             | 79 (86,8%) | 101 (91,8%) |
| Афроамериканци    | 0 (0,0%)   | 0 (0,0%)    |
| Азијати           | 2 (2,2%)   | 0 (0,0%)    |
| Хиспаноамериканци | 0 (0,0%)   | 6 (5,5%)    |
| Укупно            | 91         | 110         |